# 宮脇俊文
宮脇 俊文（みやわき としふみ、1953年 - ）は、アメリカ文学者、ジャズ研究者。成蹊大学経済学部教授。

## 経歴
1953年、兵庫県神戸市生まれ。1973年に上智大学文学部英文科に入学し、卒業後は同大学院修士課程で学んだ。1979年に同大学院修士課程を修了。
その後関西外国語大学講師となり、後に助教授昇進。1989年4月より成蹊大学経済学部助教授。1993年に同大学教授に昇進。2007年9月～12月には、ミネソタ大学客員教授。日本スコット・フィッツジェラルド協会会長。

## 著作

### 著書
- 『ハロー、ペンパル! やさしい英文レターの書き方 シーズン別』三修社 1991
- 『村上春樹 ワンダーランド』いそっぷ社 2006
- 『村上春樹を読む。 全小説と作品キーワード』イースト・プレス・文庫ぎんが堂　2010
- 『アメリカの消失 ハイウェイよ、再び』水曜社 2012
- 『『グレート・ギャツビー』の世界 ダークブルーの夢』青土社 2013
- 『村上春樹を、心で聴く　奇跡のような偶然を求めて』青土社 2017
- 『ジャズ・エイジは終わらない　『夜はやさし』の世界』青土社 2019

### 共編著
- 英文手紙の決まりパターン これでらくらく書ける 出す相手によって書き分けられる <Formal><Informal><Neutral>のタイプ別編集（編著）SSコミュニケーションズ, 1993.10  「「3分で書ける」英文レターコツのコツ」1997
- アメリカの嘆き 米文学史の中のピューリタニズム 高野一良共編著 松柏社 1999.5
- レイ、ぼくらと話そう レイモンド・カーヴァー論集 平石貴樹共編 南雲堂 2004.2
- ニュー・ジャズ・スタディーズ ジャズ研究の新たな領域へ 細川周平・マイク・モラスキー共編著 アルテスパブリッシング 2010.7 (成蹊大学アジア太平洋研究センター叢書)
- 映画は文学をあきらめない　ひとつの物語からもうひとつの物語へ 水曜社 2017.3

### 翻訳
- ジャネット・フラナー『パリ・イエスタデイ』白水社 1997